# Fushimi Inari-taisha
Fushimi Inari-taisha (jap. 伏見稲荷大社) – chram shintō w Kioto, w dzielnicy Fushimi (prefektura Kioto w Japonii). Jest to najważniejsze sanktuarium kami Inari (bóstwa płodności, ryżu, szczęśliwej rodziny, rolnictwa i powodzenia) wśród ponad 40 tysięcy chramów Inari w Japonii.

## Opis
To rozległy kompleks o powierzchni 820 000  m², złożony z głównych budynków sakralnych u podnóża góry Inari (233 m n.p.m.) oraz z mniejszych sanktuariów rozsianych po całej górze. Do górnych chramów prowadzą ścieżki pod tysiącem czerwonych bram torii (senbon-torii), ufundowanych przez wyznawców, podobnie jak setki kamiennych figur lisów kitsune uznawanych za posłańców Inari, które w pyskach trzymają różne przedmioty związane z kultem, np. jeden z nich ma klucz do spichlerza z ryżem. Zwyczaj ofiarowania torii zaczął się upowszechniać w okresie Edo (1603–1868), jako dar wotywny.
Chram przyciąga tysiące wiernych, zwłaszcza w okresie Nowego Roku (hatsumōde, hatsumairi → pierwsza wizyta w nowym roku), najwięcej w zachodniej Japonii. Pielgrzymują tutaj szczególnie przemysłowcy i biznesmeni, prosząc o powodzenie w interesach. Sanktuarium pustoszeje przed zmrokiem, ponieważ uważa się, że lisy po zachodzie słońca mogą rzucać na ludzi uroki.

## Historia
Fushimi Inari-taisha został założony w 711 roku w okresie Nara i objęty cesarskim patronatem we wczesnym okresie Heian. W 942 roku nadano mu rangę jednego z najważniejszych chramów, a główna konstrukcja została zbudowana w 1499 roku. Od 1871 do 1946 był chramem „pierwszej rangi” państwowego shintō.

## Ceremonie
W ciągu roku odbywają się liczne uroczystości, ceremonie, festiwale, w tym m.in.:
- Saitan-sai → 1 stycznia wcześnie rano, ceremonia modlitwy o pokój i bezpieczeństwo narodu, obfite zbiory i pomyślność gospodarczą w nowym roku;
- Seinen-sai → drugi poniedziałek stycznia, Dzień Osiągnięcia Pełnoletności. Ceremonia upamiętniająca osiągnięcie pełnoletności dla wszystkich mężczyzn i kobiet, którzy w nowym roku osiągną wiek dwudziestu lat;
- Sangyō-sai → niedziela najbliższa ósmego dnia kwietnia. Ceremonia podziękowania dla Inari Ōkami (także Ō-Inari), bóstwa przedsiębiorstw biznesowych oraz modlitwa o sukces biznesowy i pomyślność gospodarczą;
- Minakuchi Hashu-sai → 12 kwietnia. Ceremonia sadzenia ryżu w szkółkach i modły do Inari o ochronę roślin i obfite plony;
- Inari-sai → niedziela najbliższa dwudziestego dnia kwietnia. Najważniejszy festiwal roku, parada z przenoszeniem Inari w palankinie mikoshi.
- Taue-sai → 10 czerwca. Przesadzanie sadzonek ryżu ze szkółek na pola przy chramie i modlitwy o obfite plony;
- Oharae-shiki → 31 grudnia. Ceremonia oczyszczenia z wszelkich grzechów popełnionych w drugiej połowie roku, umożliwiająca rozpoczęcie Nowego Roku w stanie czystości[3].

## Galeria

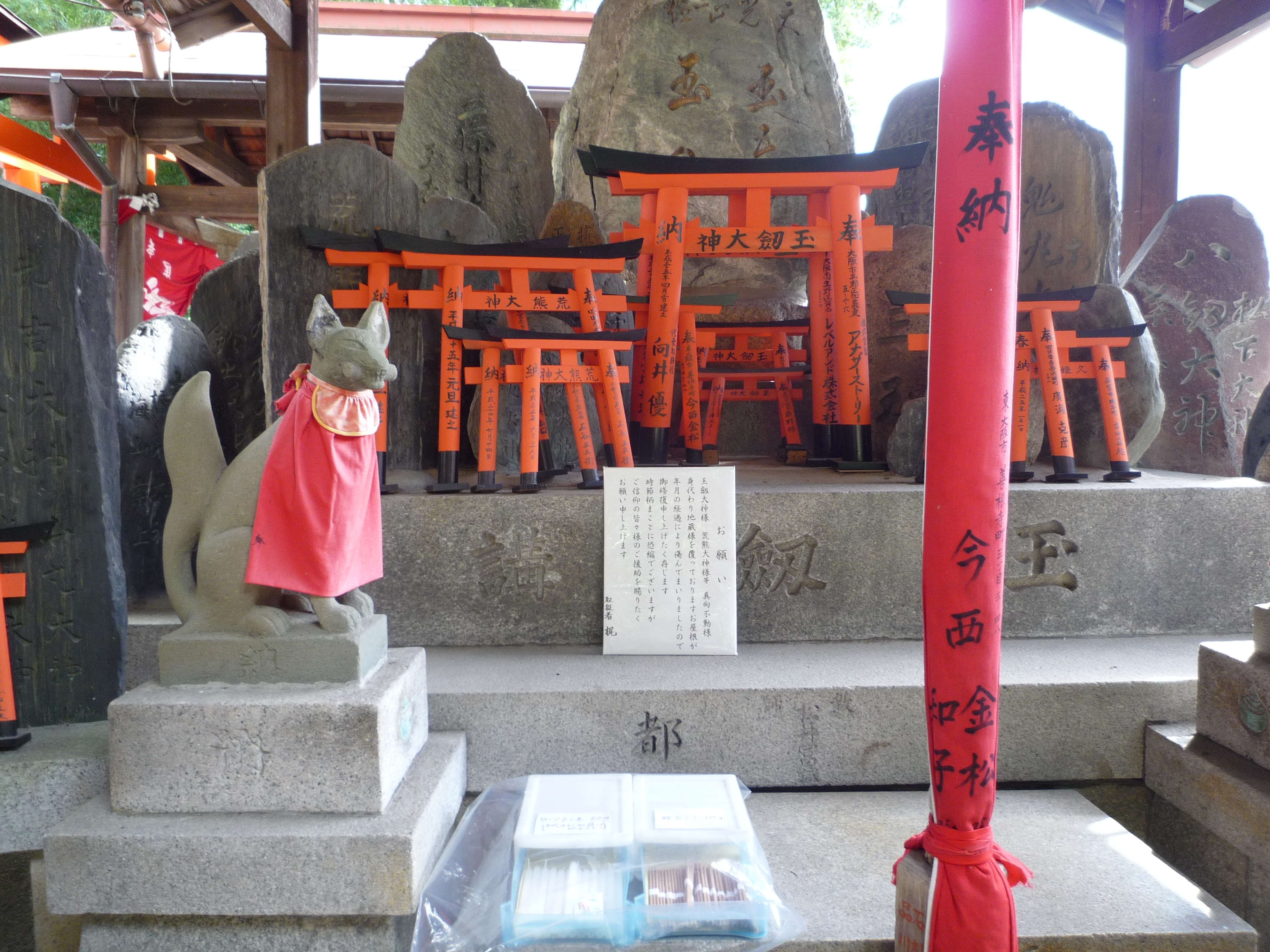
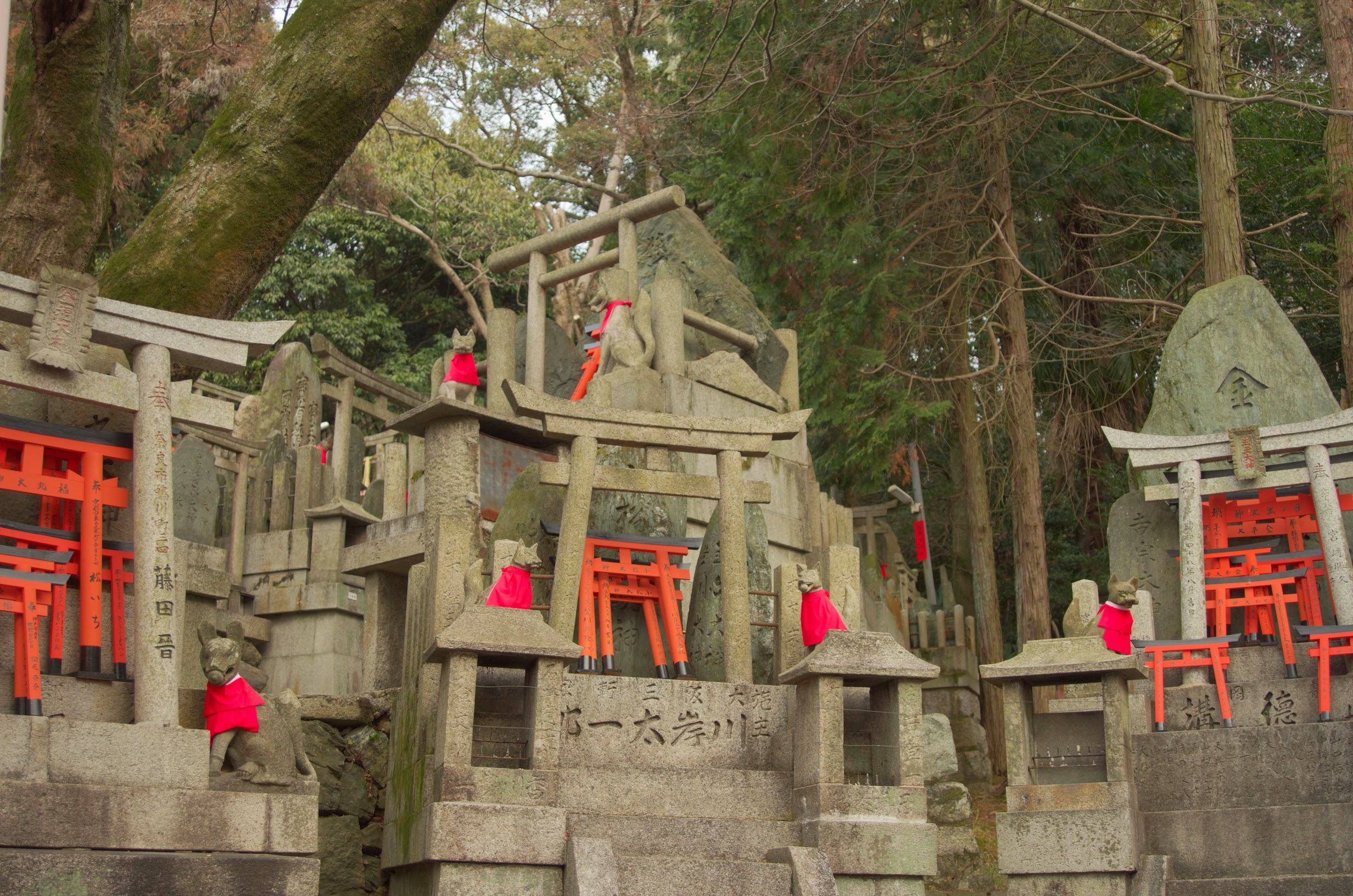
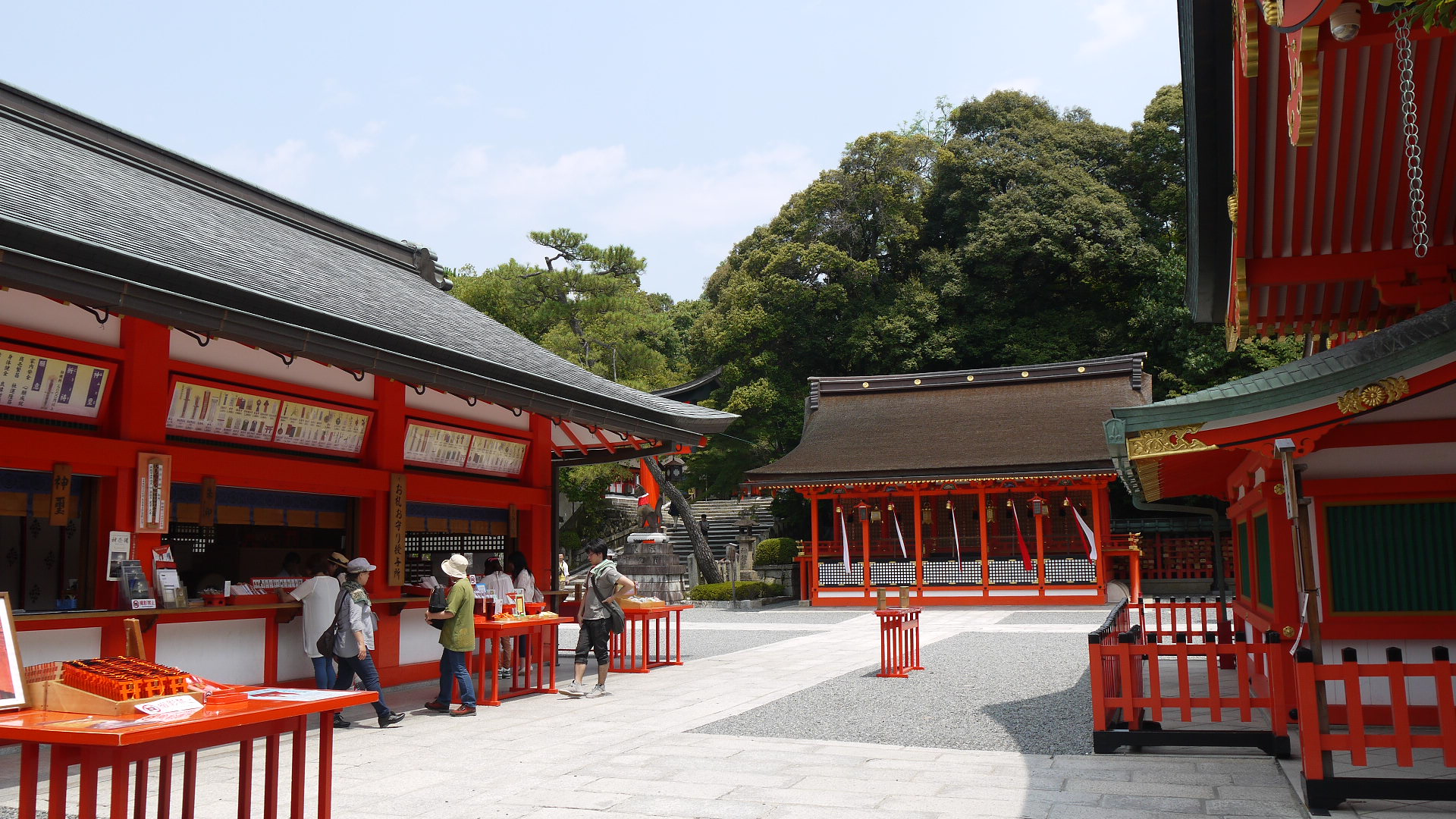
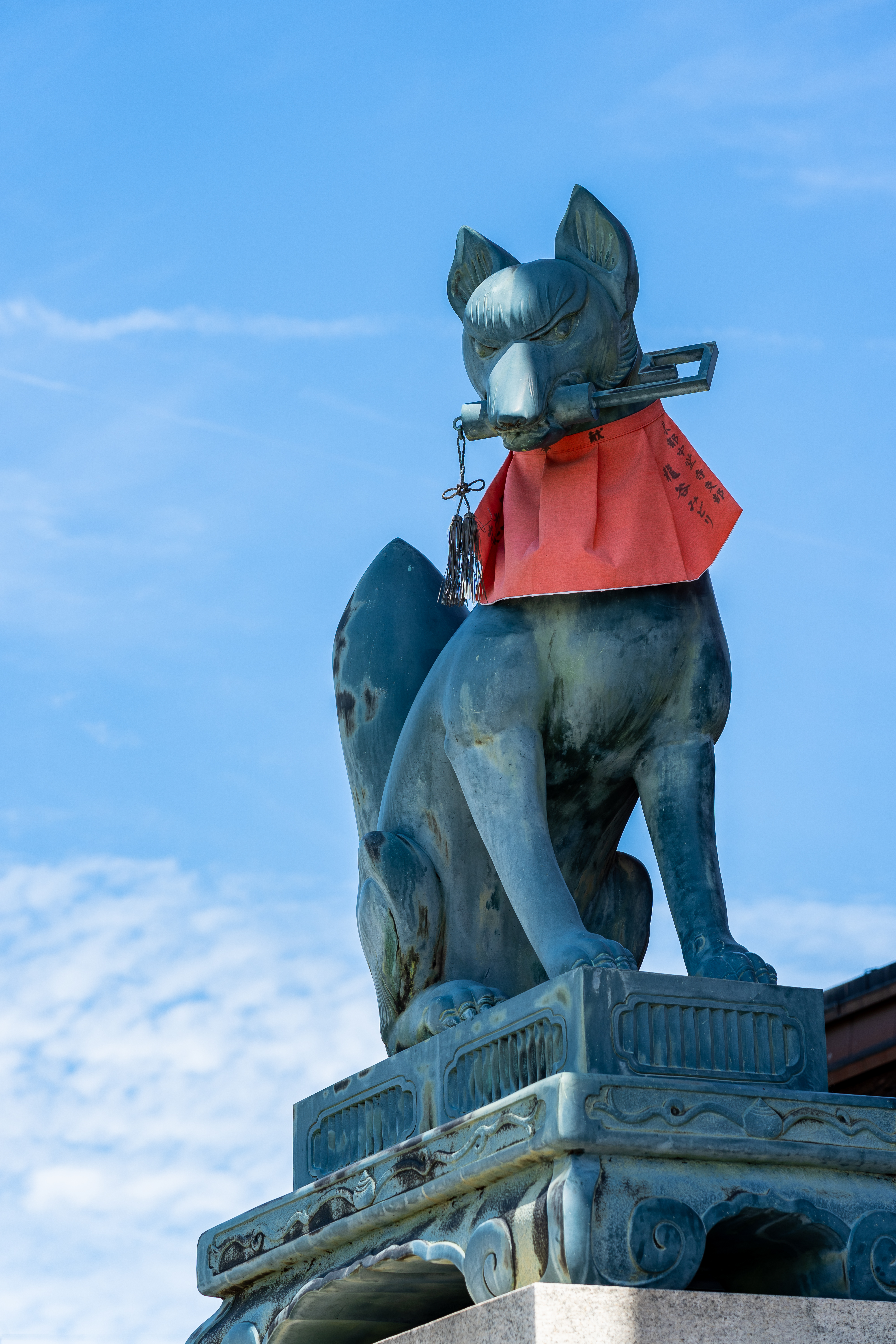
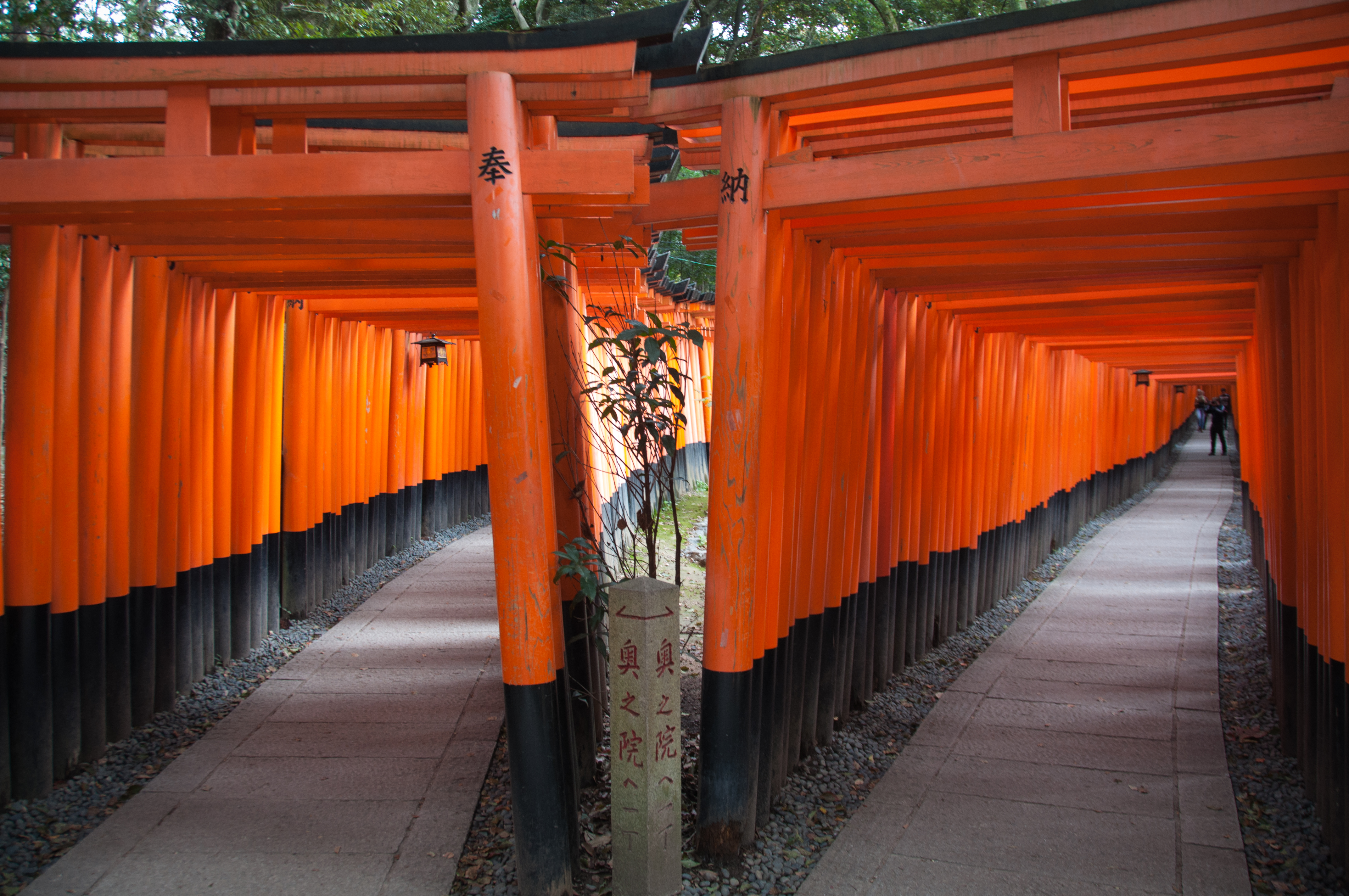